# Свети Георги (Столът)
„Свети Георги“ е възрожденски православен храм в севлиевското село Столът, България, част от Великотърновската епархия на Българската патриаршия.

## История
Църквата е построена в 1859 година, след ферман на видинския валия Мохамед. В 1865 година до църквата е построена сграда, която е ползвана за хамбари, в които се събирала храната от населението. След това те са преградени и използвани за училище. Църковната камбанария е построена през 1908 година от майстор Бочо Василев и помощник Йонко Цочев. В църквата „Свети Георги“ в Столът рисуват дебърските майстори Ненчо и Наум Илиеви. Зографите оставят надпис над един от южните прозорци: „Пріложіха, Колю Баичиувъ, Стойно Досюв, Авраамъ Петровъ, Денчо Петрув 1879 рукописаха Ненчу, ѝ, Наумъ Илїеви Дебралій“. В храма двамата рисуват стенописи на тавана и в прозоречните ниши. Забележителен е образът на Свети Роман Сладкопевец.